# Joe-Loïc Affamah
Joe-Loïc Paul Dona Affamah (* 29. Juni 2002 in Lomé) ist ein französisch-togoischer Fußballspieler, der aktuell beim FC Nantes unter Vertrag steht.

## Karriere

### Verein
Affamah begann seine fußballerische Ausbildung im Sommer 2010 beim Osny FC. Nach drei Jahren wechselte er zur AS Saint-Ouen-l’Aumône. Hier wurde er für die Rückrunde der Saison 2015/16 an Entente Sannois Saint-Gratien verliehen. Im Sommer 2017 wechselte er schließlich in die Juniorenakademie des FC Nantes. Hier wurde er in der U16 vom Abwehrspieler zum Angreifer umtrainiert. Mit der U17-Mannschaft gewann er hier 2018/19 die französische Meisterschaft. In der Spielzeit darauf nahm er mit den A-Junioren an der Coupe Gambardella teil, wobei er in zwei Einsätzen vier Tore schoss. In der Saison 2020/21 spielte er bereits sechsmal mit der Reserve in der National 2. Im November 2021 unterschrieb er seinen ersten Profivertrag, welcher ab dem Juli 2022 für eine Laufzeit von drei Jahren galt. Er spielte 30 Spiele, schoss zehn Tore und ihm gelangen vier Vorlagen in der Saison 2021/22 in der vierten französischen Liga. In der Hinrunde der Spielzeit 2022/23 stand er bereits im Kader der Profimannschaft in der Ligue 1, kam aber noch 14 Mal in der National 2 zum Einsatz, wobei er drei Tore schoss. Ende Januar 2023 wurde Affamah an den portugiesischen Zweitligisten SC União Torreense verliehen. Hier debütierte er am 20. Spieltag der Saison 2022/23 nach später Einwechslung gegen den Moreirense FC bei einem 1:0-Sieg. Bis zum Ende der Saison spielte er in sieben Zweitligaspielen und kehrte anschließend nach Nantes zurück.

### Nationalmannschaft
Affamah kam im Februar 2020 zu einem Einsatz für die französische U18-Nationalmannschaft. Im März 2022 stand er im Kader zweier Freundschaftsspiele des U20-Teams, wurde jedoch nicht eingesetzt.

## Erfolge
FC Nantes
- Französischer B-Junioren-Meister: 2019